# Armorial général de France

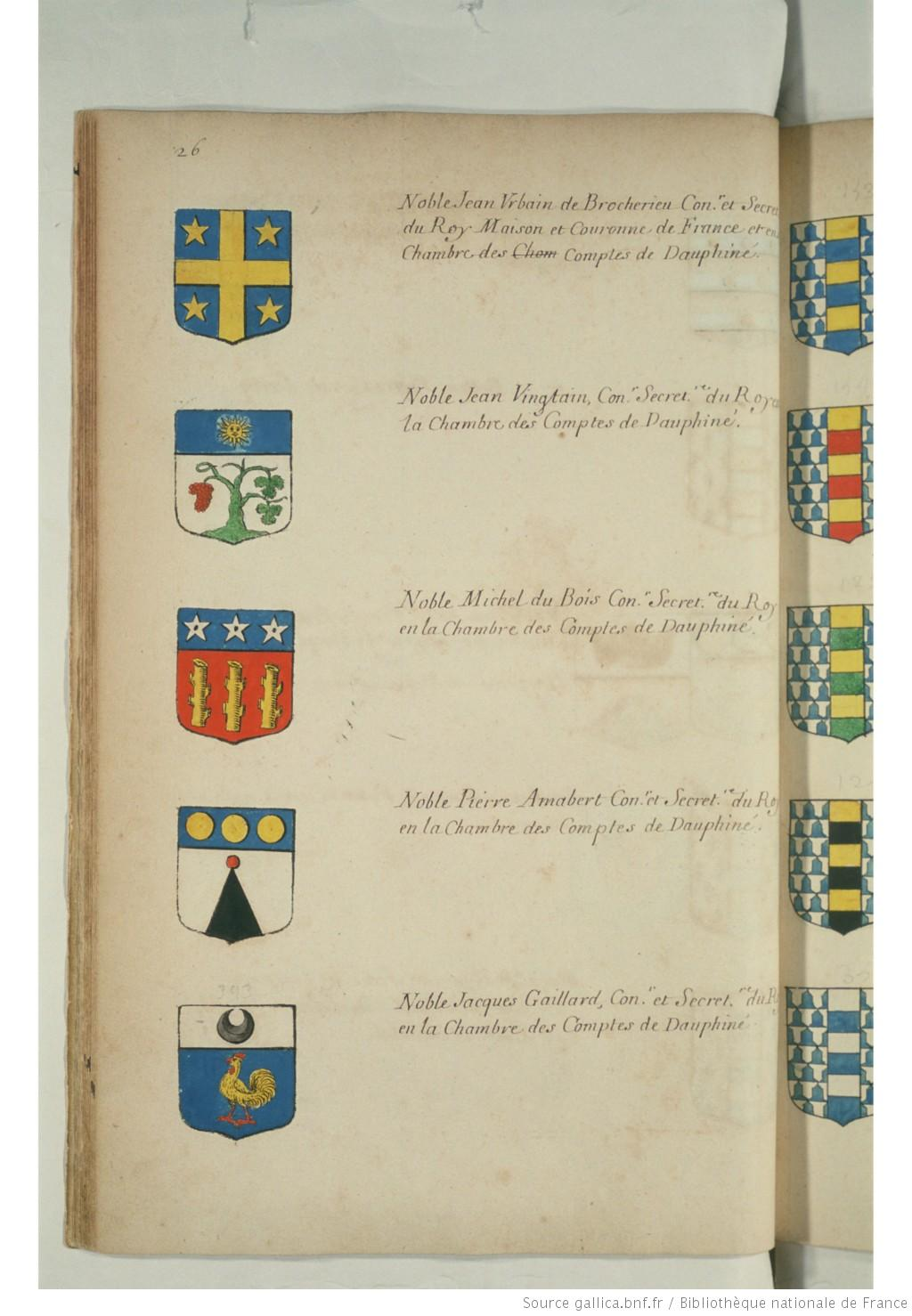
Wappen der Dauphiné (aus dem Armorial général de France)

Das Armorial général de France (auch Armorial d’Hozier) ist ein Wappenbuch des Königreichs Frankreich aus dem Jahr 1696. 

## Geschichte
Dieses staatliche Wappenbuch des bourbonischen Frankreich wurde – aufbauend auf Vorarbeiten seit 1615 – aufgrund eines Ediktes von König Ludwig XIV. ab 1696 vom königlichen Genealogen Charles-René d’Hozier angelegt. Da alle französischen Wappenträger (auch Nicht-Adelige) verpflichtet waren, sich eintragen zu lassen, enthält es fast alle wappenführenden französischen Familien seiner Zeit mit 125.807 Wappen. 
Die 35 Bände mit den farbigen Wappenaufrissen sind nach den 25 historischen Provinzen Frankreichs gegliedert. Ein zweibändiges Textregister enthält eine Wappenbeschreibung und nennt die Wappenführenden (Personen, Städte, Gemeinden und Körperschaften) und als Referenz jeweils eine Nummer, die auf das entsprechende Wappen verweist.